# Nejsevernější bod Česka
Nesevernější bod Česka, přezdívaný v Čechách i v sousedním Sasku „Nordkap“, se nachází na česko-německé státní hranici u hraničního kamene č. 2/41 na katastrálním území osady Severní, části nejsevernější české obce Lobendavy v okrese Děčín v Ústeckém kraji. Území osady Severní v těchto místech hraničí s katastrem hornolužické obce Steinigtwolmsdorf (hornolužickosrbsky Wołbramecy), přináležející do saského zemského okresu Budyšín. Zmíněný bod není jen nejsevernějším místem současné České republiky, ale byl také nejsevernějším bodem celé Rakousko-uherské monarchie, zaniklé v roce 1918.

## Geografie
Česko-německá státní hranice v této oblasti prochází územím, ležícím severně od Bukové hory (511,8 m n. m.).  Buková hora (pozn.: nezaměňovat s Bukovou horou v Českém středohoří, která leží rovněž v děčínském okrese, ale na území města Verneřice) je nejsevernější horou Česka, nejsevernějši bod ČR leží od jejího severního vrcholu vzdušnou čarou zhruba 640 metrů severovýchodním směrem v nadmořské výšce přibližně 434 metrů. Za zmínku stojí, že onen český „Nordkap“ je vzdálen vzdušnou čarou 290 km od Baltského moře, což  je nejkratší vzdálenost Česka od moře.
Geomorfologicky toto území náleží do Šluknovské pahorkatiny, vyplňující téměř celý Šluknovský výběžek. Hlavními horninami tohoto jednoho z nejstarších vyvřelých hlubinných těles ve střední Evropě jsou žula a granodiorit. Zalesněné území jižně od lobendavského úseku česko-německé státní hranice je majetkem České republiky, spravovaným státním podnikem Lesy ČR.

## Historie
Až do roku 2013 byl za nejsevernější bod České republiky považován hraniční kámen č. 2/40, který se nachází ve skupině pěti nejsevernějších hraničních mezníků, označených čísly 2/40 až 2/44. Přispěl k tomu i článek německého novináře Petera Stacheho, zveřejněný v roce 2005 ve východosaském deníku Sächsische Zeitung. Peter Stache zde popsal svou cestu k českému „Nordkapu“. Mj. v článku napsal: „Pouze bílý kůl u hraničního kamene 2/40 vyznačuje uprostřed lesa nejsevernější bod České republiky. Zde je tedy nejsevernější místo bývalé Rakousko-uherské monarchie a dnešní České republiky. Ani v Krkonoších, ani v Krušných horách nezasahuje Česko tak daleko do Německa.“ Tento německý text byl zveřejněn také na informační tabuli, umístěné těsně za hranicí na saském území nedaleko kamene č. 2/40 poblíž německého turistického přístřešku „Am Nordkap".
Teprve po důkladném průzkumu místa bylo zjištěno, že nejsevernějším hraničním kamenem je sousední mezník č. 2/41, který se nachází západně od kamene č. 2/40. Na základě této informace obec Lobendava nechala zhotovit příslušný památník. Pamětní kámen s informací o nejsevernějším bodu České republiky byl odhalen poblíž mezníku č. 2/41 dne  28. října 2013.

## Přístup
Nejkratší přístup ke zmíněnému bodu je od německého výletního hostince Waldhaus po zhruba 1 km dlouhé stezce, označené směrovkami „Nordkap“, případně podél státní hranice po žlutě značené turistické stezce od hraničního přechodu Lobendava-Severní / Steinigtwolmsdorf. Žlutě značená trasa představuje osm kilometrů dlouhý okruh, který začíná u autobusové zastávky Lobendava, Severní a končí na hraničním přechodu.
Severočeský „Nordkap“ je výchozím bodem Stezky středozemím, jedné ze čtyř tras systému Via Czechia, zahrnujícího nejdelší turistické a poutní dálkové trasy v České republice, který má souhrnnou délku celkem 7 170 km. Zmíněná Stezka středozemím spojuje „Nordkap“ s nejjižnějším bodem České republiky, který se nachází na česko-rakouské státní hranici u zaniklého Radvanova na katastru města Vyšší Brod v okrese Český Krumlov.

## Galerie

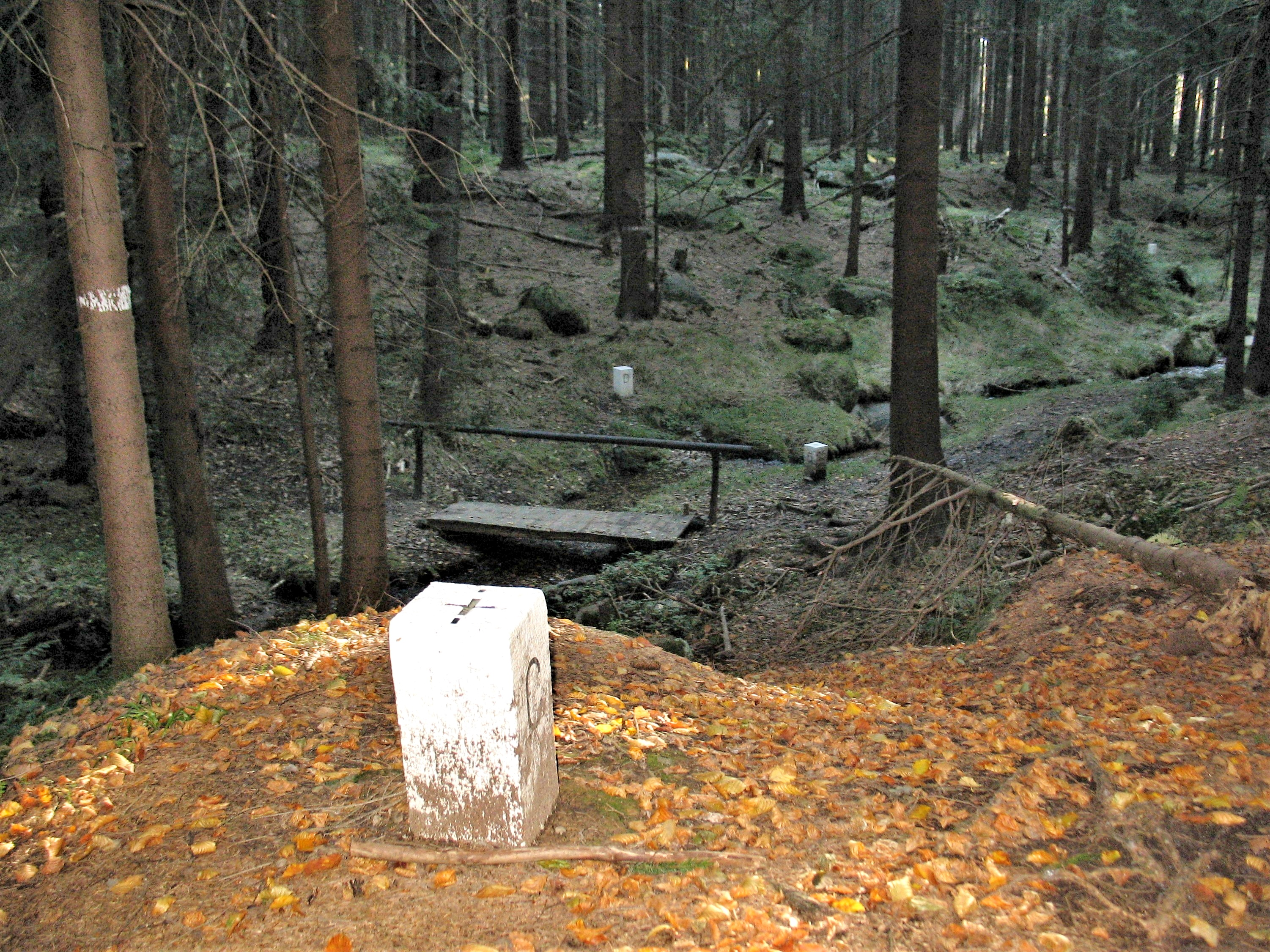
Lávka přes Severní potok na cestě k nejsevernějšímu bodu
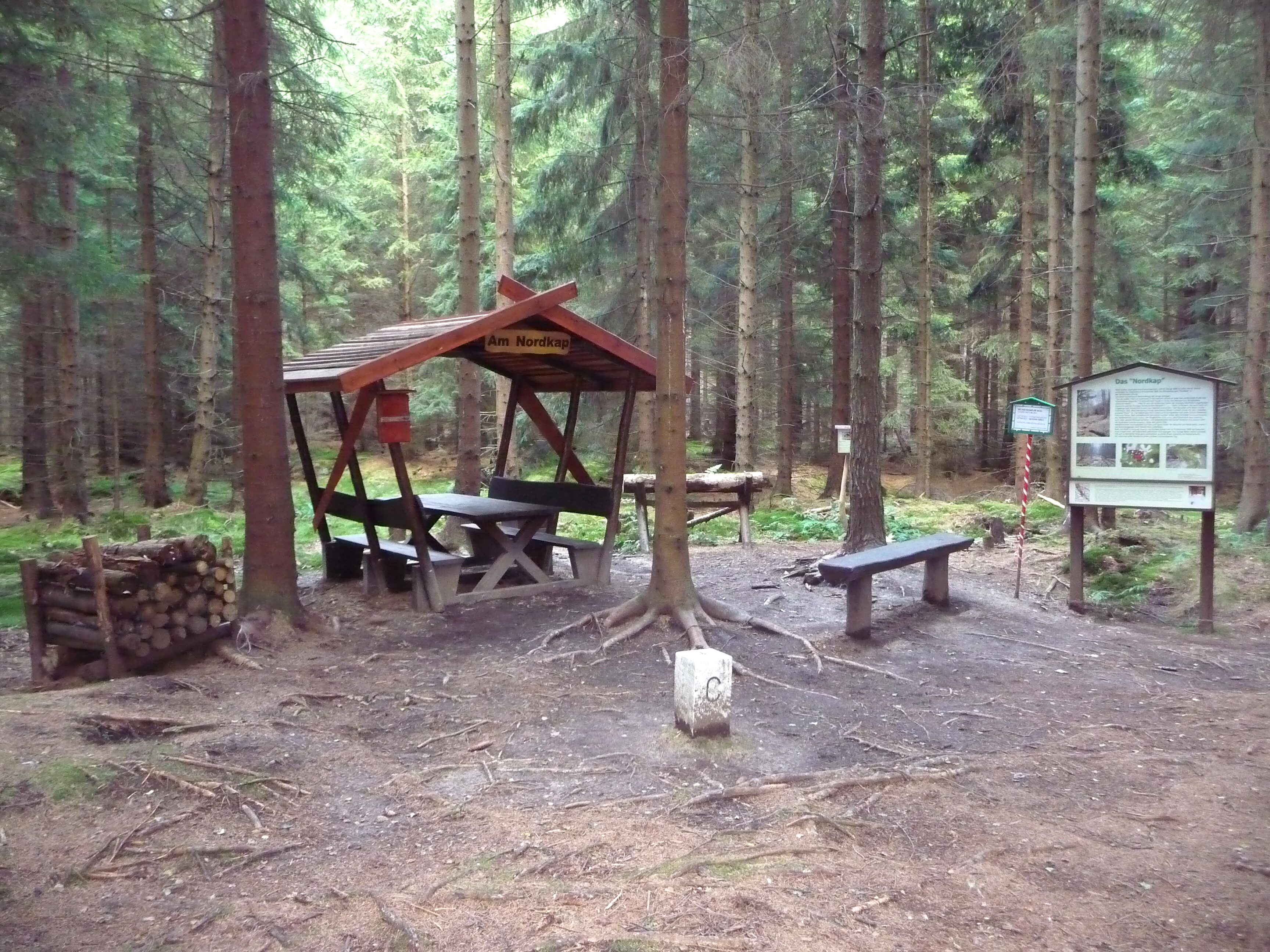
Turistický přístřešek „Am Nordkap" na saském území
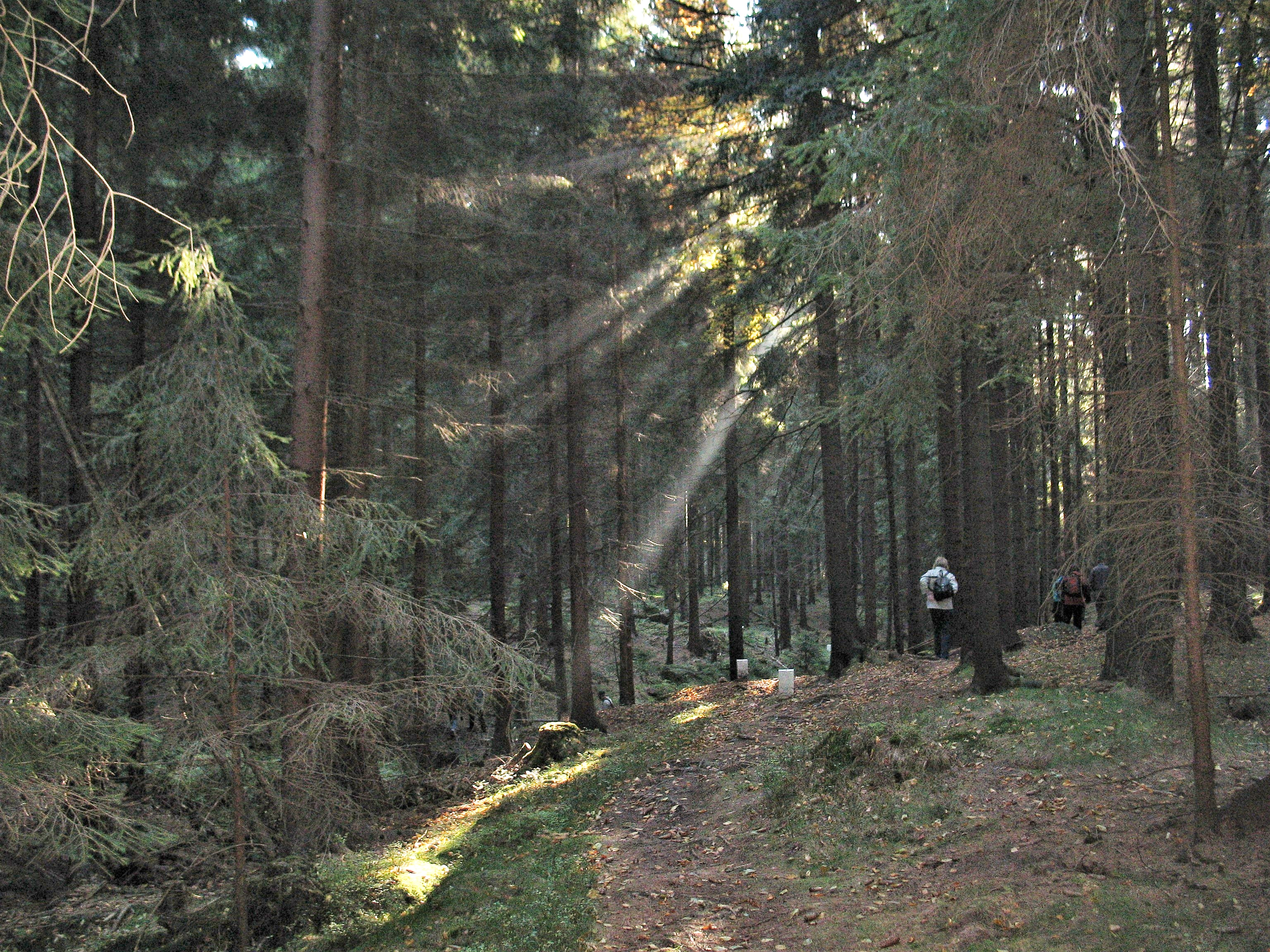
Cesta lesem k nejsevernějšímu hraničnímu kameni
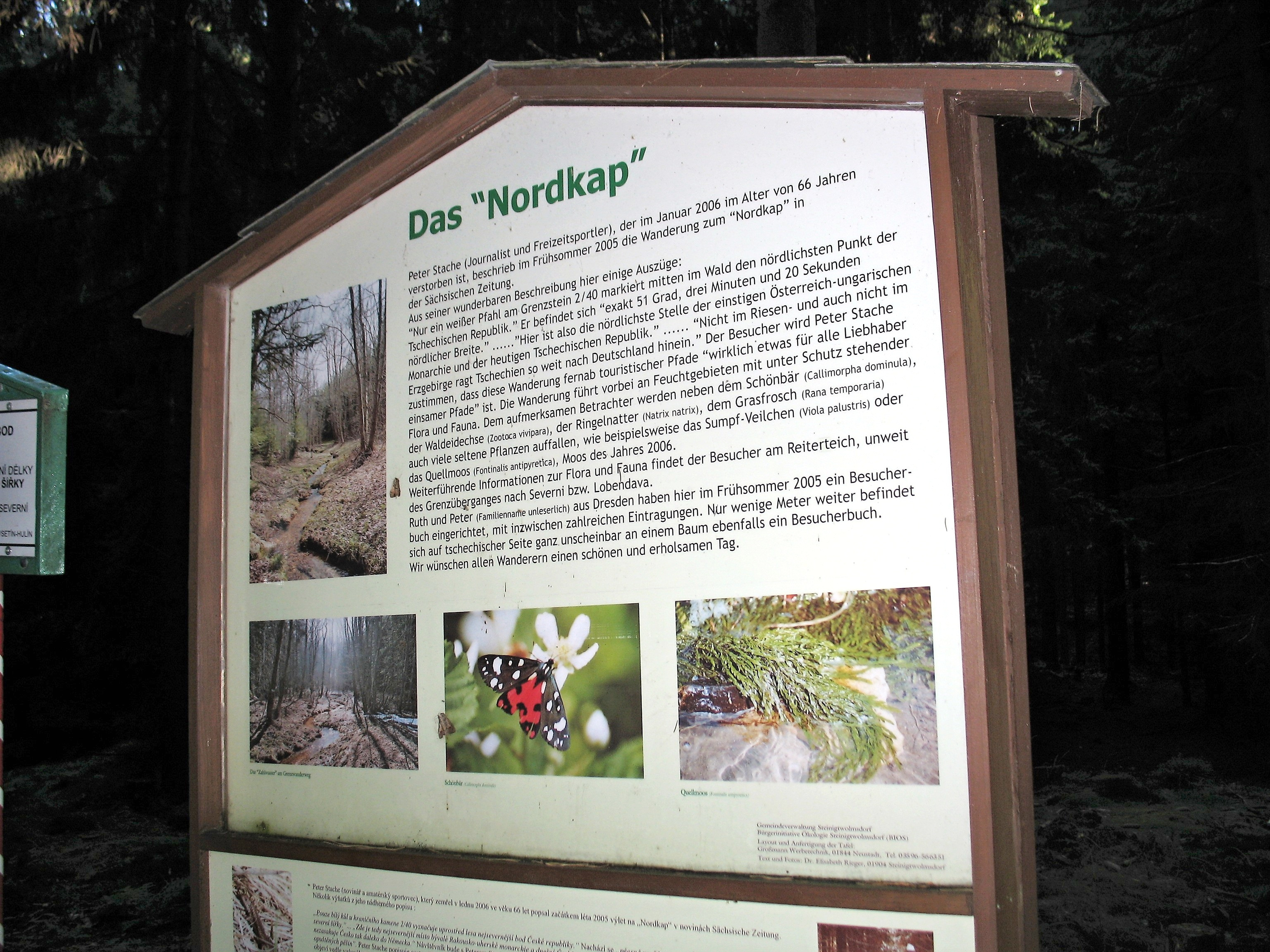
Německá tabule s textem, popisujícím starší chybné označení nejsevernějšího bodu
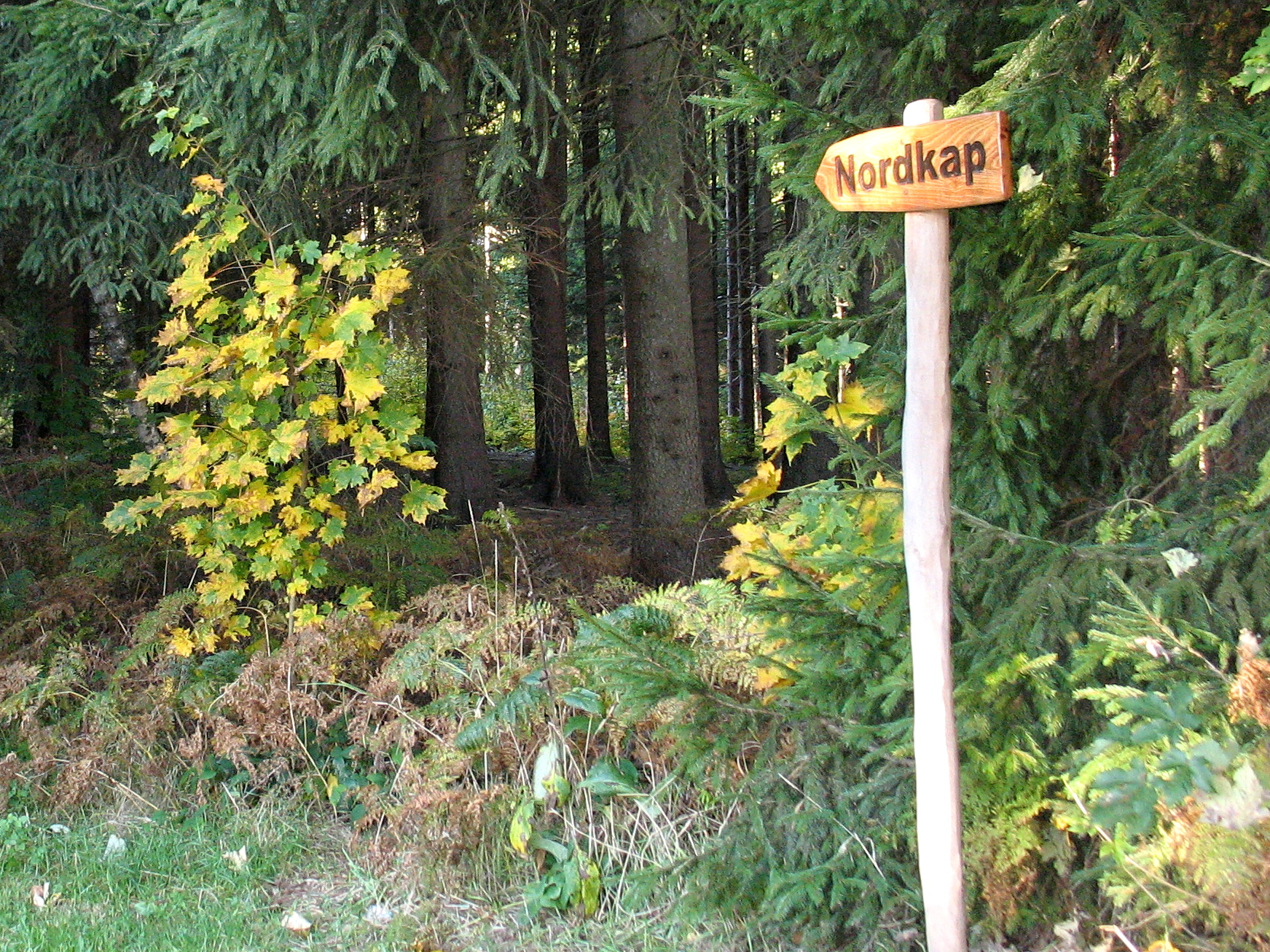
Ukazatel cesty na saském území